# سلم (کیار)
سلم روستایی از توابع شهرستان کیار در استان چهارمحال و بختیاری ایران است. این روستا از طایفه زراسوند بختیاری هستند.

## جمعیت
این روستا در دهستان کیارغربی قرار دارد و بر اساس سرشماری مرکز آمار ایران در سال ۱۳۸۵، جمعیت آن ۱٬۴۵۴ نفر (۳۳۰ خانوار) بوده‌است.